# Lubików
Lubików – wieś sołecka w Polsce położona w województwie mazowieckim, w powiecie gostynińskim, w gminie Sanniki.
Prywatna wieś szlachecka Lubikowo położona była w drugiej połowie XVI wieku w powiecie gąbińskim ziemi gostynińskiej województwa rawskiego. W latach 1975–1998 miejscowość administracyjnie należała do województwa płockiego.